# Aktinidie význačná
Aktinidie význačná (Actinidia arguta) je popínavá rostlina známá také pod názvem svého ovoce, minikiwi. Aktinídie plodí asi 3-5 cm velké oválné plody. Dužina je šťavnatá s vysokým obsahem vitamínu C. Dužina může být zelená nebo také zlatá, jak tomu je u méně známých čínských druhů. Slupka je kožovitá s mnoha drobnými chloupky.

## Využití
Kiwi je ovoce známé po celém světě, které roste zejména v subtropických oblastech. Kombinace v ovoci obsažených látek, zejména vitamín C a hořčík, podporuje látkovou výměnu, zpevňuje cévy a žíly, posiluje imunitní systém a zlepšuje zrak. Vitamín C je také silný antioxidant.

## Odrůdy
Existují také samosprašné odrůdy A. arguta, např. Issai. Jde o speciálně vyšlechtěnou odrůdu s pomerně vysokou mrazuvzdorností až -30°C. Její plody jsou mnohem menší, asi o velikosti angreštu, a obsahují více sacharidů než běžné kiwi. Plody pokrývá jemná slupka bez chloupků, která se před konzumací nemusí loupat.